# Saint-Vigor-le-Grand
Saint-Vigor-le-Grand település Franciaországban, Calvados megyében. Lakosainak száma 2533 fő (2022. január 1.). Saint-Vigor-le-Grand Bayeux, Esquay-sur-Seulles, Longues-sur-Mer, Magny-en-Bessin, Saint-Martin-des-Entrées, Sommervieu, Vaux-sur-Aure és Vienne-en-Bessin községekkel határos.

## Népesség
A település népessége az elmúlt években az alábbi módon változott:
| Lakosok száma | 1304 | 1752 | 2032 | 2005 | 2212 | 2398 | 2438 | 2490 | 2529 | 2533 |
|               | 1968 | 1982 | 1990 | 2006 | 2013 | 2015 | 2017 | 2019 | 2020 | 2022 |